# Ratpenat d'Anchieta
El ratpenat d'Anchieta (Hypsugo anchietae) és una espècie de ratpenat que viu a Angola, Madagascar, la República Democràtica del Congo, Sud-àfrica, Zàmbia i Zimbàbue.
Fou anomenat en honor de l'explorador i naturalista portuguès José Alberto de Oliveira Anchieta.